# Sangri
Sangri fou un estat tributari protegit a les muntanyes Simla, al Panjab, a la riba sud del Sutlej, amb una superfície de 41 km² i una població el 1881 de 2.593 habitants i el 1901 de 2.774 habitants.
L'estat fou part de l'estat de Kulu que el va conquerir (1703-1719); després va passar a Bashahr. El 1803 va ser ocupat pels gurkhes. El 1815 els britànics el van restaurar a Kulu però els territoris al nord del Sutlej van passar a mans dels sikhs el 1840, i el raja Ajit Singh de Kulu es va refugiar a Sangri de l'amenaça sikh i va perdre Kulu que va passar a una altra branca de la família, però va conservar Sangri sota protectorat britànic; el 1847 el thakur fou formalment reconegut pels britànics.
Els ingressos s'estimaven en 2.400 rupies.

## Llista de thakurs (des de 1887 rais)
- Man Singh de Kulu 1703 - 1719
- annexionat a Bashahr 1719 - 1803
- ocupació gurkha 1803 - 1815
- Bikramajit o Bikram Singh de Kulu 1815 - 1816
- Ajit Singh de Kulu (1816-1840) i de Sangri (1840-1841) 1816 - 1841
- Ranbir Singh (nebot) 1841 - 1842
- Rani Katochni, regent 1841 - 1846
- Jagat Singh 1842 - 1876 (pare de Ranbir, cec)
- Hira Singh *1876 - 1927 (fill)
- Raghubir Singh *1927 - 1949 (fill)